# Liechtenstein i olympiska sommarspelen 1968
Liechtenstein deltog med 2 deltagare vid de olympiska sommarspelen 1968 i Mexico City, löparen Xaver Frick och tiokamparen Franz Biedermann. Ingen av landets deltagare erövrade någon medalj.